# Wermsdorf
Wermsdorf è un comune di 5.613 abitanti della Sassonia, in Germania.
Appartiene al circondario (Landkreis) della Sassonia settentrionale (targa TDO).